# Amenia, New York
För andra betydelser, se Amenia.
Amenia är en kommun (town) i Dutchess County i den amerikanska delstaten New York med en yta av 5,3 km² och en folkmängd, som uppgår till 4 048 invånare (2000).

## Kända personer från Amenia
- Obadiah German, politiker
- Benjamin Swift, politiker